# Кауфман, Абрам Иосифович

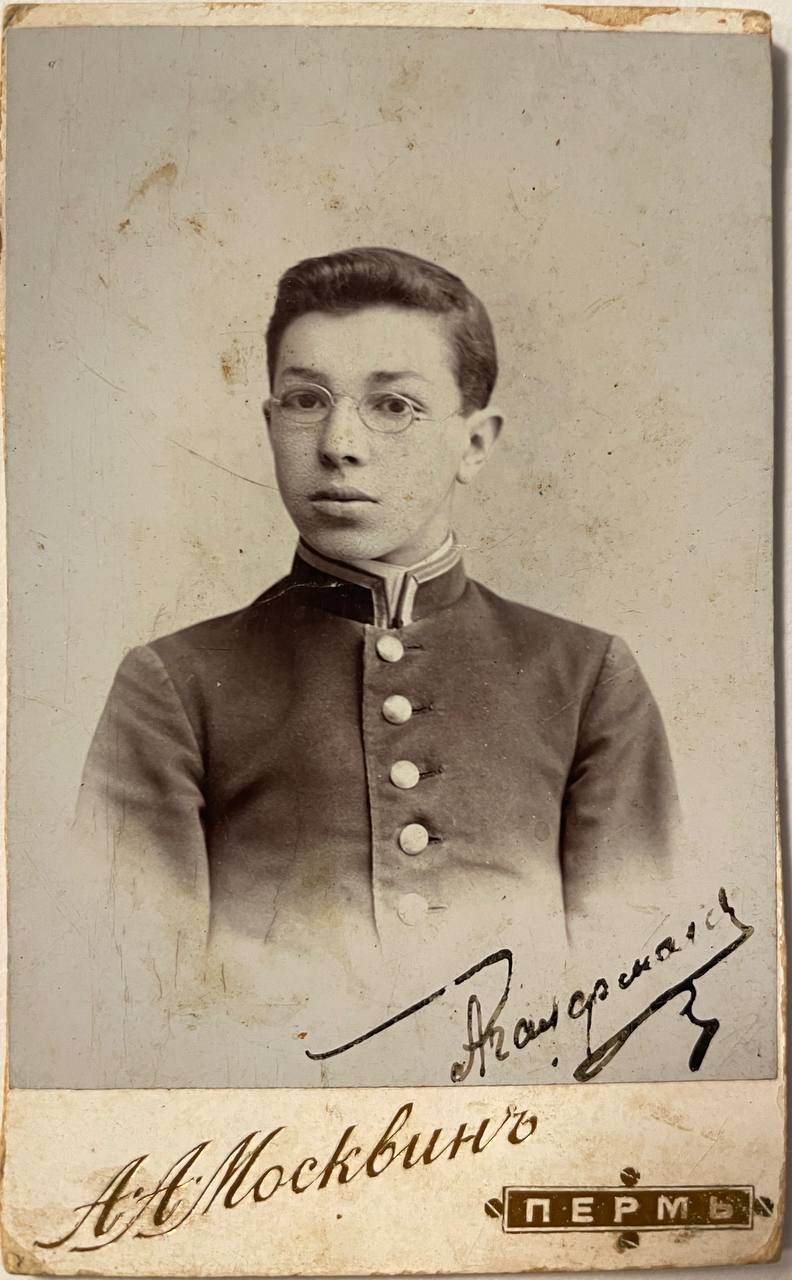

Абрам Иосифович Кауфман (22 ноября 1885, Мглин, Черниговской губерния — 25 марта 1971, Тель-Авив) — общественный деятель, один из зачинателей сионистского движения.

## Биография
Кауфман родился в семье любавичских хасидов. Отец — Иосиф Залмонович Кауфман. По материнской линии — правнук основателя этого движения Шнеура Залмана из Ляд. В 1903 окончил гимназию в Перми, где увлёкся идеями сионизма и был руководителем молодёжного кружка «Бней-Цион». 
В 1904—1908 изучал медицину в Бернском университете, так как из-за антиеврейских ограничений не мог учиться в России. Был избран заместителем председателя Бернского академического ферейна (Союз еврейских студентов), членами которого в то время были профессор Хаим Вейцман, д-р Хисин, Метман Коген, М. Гликсон, д-р Моссинзон, Хаим Бограшев, Яков Коган и другие.
В 1908 вернулся в Россию, работал под руководством д-ра Е. В. Членова, ездил по городам Поволжья и Урала с целью пропаганды идей сионизма. Был делегатом трёх сионистских конгрессов.

### В Харбине

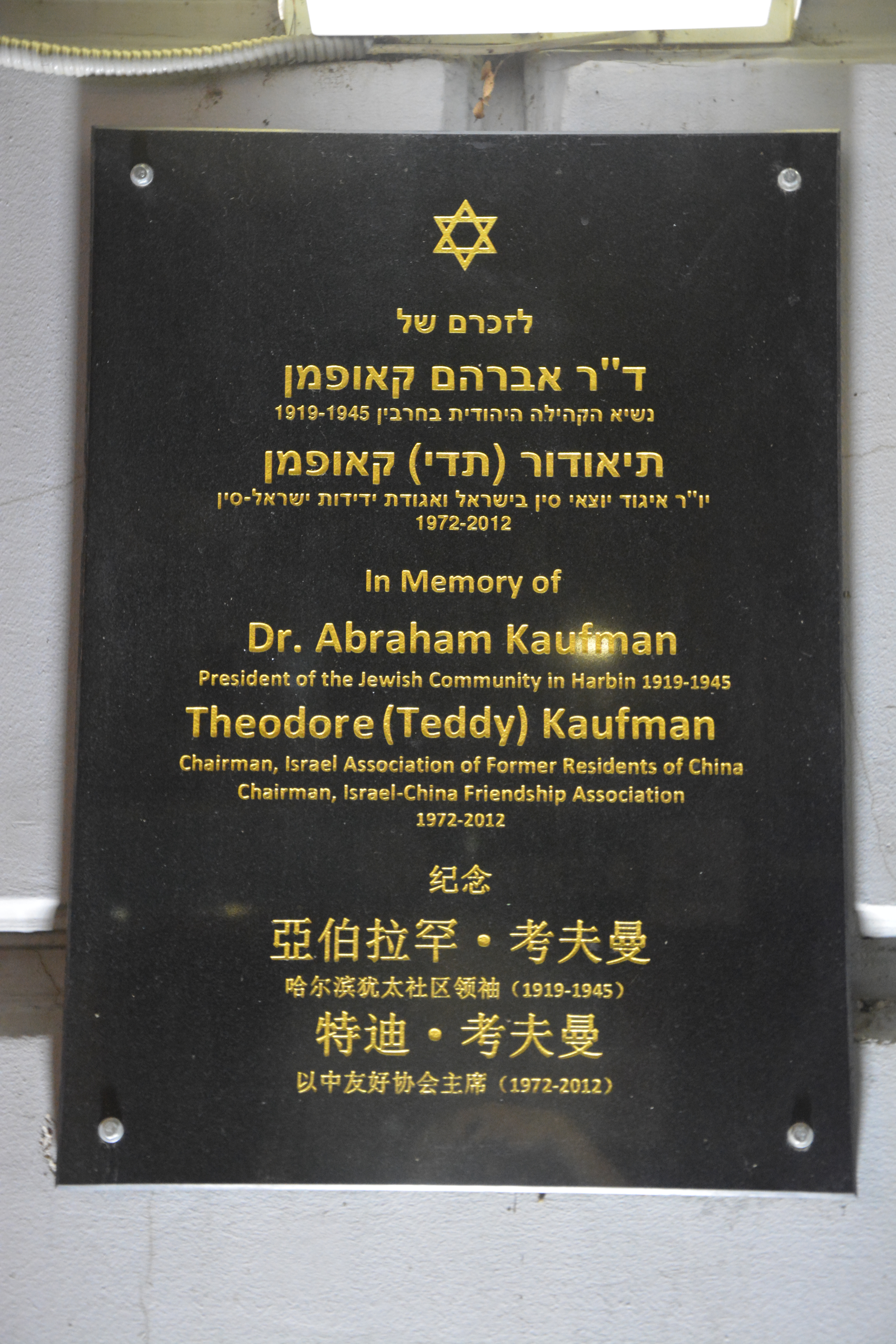

В 1912 поселился в Харбине (Маньчжурия). В 1918 избран заместителем председателя Национального совета евреев Сибири и Урала. В 1919—1931 и 1933—1945 годах был председателем Харбинской еврейской общины. 
В 1937 году он  создал и возглавил созданный с одобрения оккупационных властей Японии  Национальный совет еврейских общин Дальнего Востока, чтобы оказывать  помощь европейским собратьям, приехавшим на Дальний Восток в поисках спасения, - через Харбин они направлялись в Шанхай. Комиссия помощи беженцам при Национальном совете организовала встречи на вокзале, снабжала  одеждой, бельём и обувью, а также выдавала материальную помощь на путевые расходы.
В это время Кауфман представлял в Китае Еврейский национальный фонд, занимавшийся приобретением земель для еврейских поселений в Эрец-Исраэль. Был уполномоченным Всемирной сионистской организации и Еврейского Агентства, председателем Сионистской организации Китая, возглавлял почти все культурные и общественные организации евреев Харбина.
В 1921-43 годах редактировал еженедельный журнал «Еврейская жизнь» на русском языке, «Сибирь-Палестина», газету «Еврейский вестник».
Работал главным врачом в еврейской больнице, которую сам же организовал.

### В СССР
В 1945 году, когда Красная Армия (подразделения, под командованием маршала Малиновского) заняла Харбин, был арестован и вывезен в СССР, где по обвинению в шпионаже и сионистской деятельности осуждён к 25 годам лишения свободы.В заключении почти сразу начал работать по специальности врачом - сначала в следственной тюрьме в Гродеково, затем в ИТЛ Азанка. 
В московской тюрьме узнал об основании государства Израиль. В воспоминаниях написал, что встречал много евреев и среди товарищей по заключению, и среди следователей МГБ. 21 августа 1948 года следствие в отношении Кауфмана было закончено, особое совещание приговорило его к 25 годам лишения свободы за "принадлежность к сионистской партии и связанную с этим контрреволюционная и шпионскую деятельность".
В пересыльном лагере в Караганде его назначили врачом для женского контингента. В январе 1949 года перевели в Кенгир, в большой ИТЛ только для осуждённых по политическим статьям. Там он был назначен начальником терапевтического отделения на 150 коек, врачом детдома на 120 мест и детской больницы, которые находились в женской зоне. 
Он был освобождён в 1956 году с поселением в Караганде (Казахстан).

### В Израиле
25 марта 1961 года эмигрировал в Израиль вместе с сыном Теодором. С 1961 года жил в Израиле, где продолжал работать врачом в амбулатории больничной кассы Гистадрута (Купат-Холим) в Рамат-Гане. Автор мемуаров и работ по истории еврейских общин Д. Востока. Годы жизни в СССР описал в книге «Лагерный врач» (пер. на иврит, 1971, на рус. яз.-Тель-Авив, 1973).